# Lago Jipe
El lago Jipe está situado en la frontera entre Kenia y Tanzania, al sur del lago Chala. Orientado de norte a sur, la parte occidental pertenece al distrito de Mwanga, de la región de Kilimanjaro, de Tanzania, y la mitad oriental, a la región Costera de Kenia, al sur de la población de Nghonji. Sus coordenadas son 3°27′0″S 37°43′48″E / -3.45000, 37.73000
La orilla norte del lago está protegida por el Parque Nacional de Tsavo Oeste, mientras que la parte tanzana está cercana a la Reserva de caza de Mkomazi.
El lago es conocido por sus peces endémicos, así como por sus pájaros y plantas acuáticas y por sus pantanos de ribera, que se extienden a más de dos kilómetros de las orillas del lago.

## Geografía
El lago es accesible siguiendo la carretera A23 hacia el este desde la ciudad tanzana de Moshi, de 190 000 habitantes, y luego la B1 hacia el sur hasta la carretera de Butu, de nuevo hacia el este, bordeando por el norte las montañas Pare. El lago ocupa entre 28 y 30 km² y mide unos 12 km de largo por 4,8 a 6,5 km de anchura, extendido de nornoroeste a sursudeste a lo largo de la frontera. El lago se alimenta principalmente de la corriente del río Lumi, que desciende del monte Kilimanjaro, situado al norte noroeste, así como de los ríos que descienden de las montañas Pare Norte, situadas al oeste y sudoeste del lago, entre ellas el río Muvulani. Y sus aguas surgen de nuevo de la misma zona pantanosa al norte noroeste dando lugar al río Ruvu. Este desemboca en el embalse hidroeléctrico de Nyumba ya Mungu, situado a unos 30 km al oeste del lago y con una forma similar, donde se une al río Kikuletwa para dar lugar al río Pangani, que desemboca en el océano Índico.
Hay un fuerte contraste entre la ribera sudoeste del lago, donde se encuentran las montañas Pare Norte, con las cimas de Ugweno, de entre 1800 y 2000 m de altitud, y la vertiente oriental del lago, completamente llana en territorio de Kenia, con las tierras rojas propias de la llanura keniata.
Desde el lago se puede ver el pico Kibo del monte Kilimanjaro.

## Demografía
Unas 120 000 personas dependen del lago para su supervivencia. Los habitantes de las orillas viven de la pesca, la agricultura y la ganadería. Al sudeste de las grandes montañas se encuentra la colonia agrícola de Taveita. Ki-taveita es el lenguaje usado por la mitad bantú de la población, y el resto habla masái. Ki-gweno es el dialecto de las montañas Ugweno, al sur del lago. Algunas granjas usan el agua del lago para regadíos. El agua no se puede beber sin hervirla.
El incremento de la actividad humana en las orillas del lago ha causado un empeoramiento de la calidad del agua, sobre todo en los humedales de la desembocadura del río Lumi, donde han desaparecido especies como la lechuga de agua y las Nymphaea, han aumentado las malezas y se ha producido un descenso notable de la avifauna y el colapso de la pesquería.

## Fauna
El aislamiento del lago ha propiciado la existencia de un pez endémico, la tilapia del Jipe (Oreochromis jipe). Son abundantes los ciprínidos y los silúridos. El rico ecosistema formado por los carrizales favorece la existencia de aves acuáticas, además de cigüeñas, garzas y garcetas, pelícanos, patos y gansos egipcios (Alopochen aegyptiaca). En el lago, son comunes la jacana chica (Microparra capensis), el calamón común (Porphyrio porphyrio), la garcilla malgache (Ardeola idae), la garceta negra (Egretta ardesiaca), el pato aguja africano (Anhinga rufa) y los rayadores africanos (Rynchops flavirostris). La vecindad de lago es visitada por rebaños de animales de caza. Abundan los cocodrilos y los hipopótamos.